# Publius Servilius Vatia Isauricus (i. e. 79)
Publius Servilius Vatia Isauricus (Kr. e. 122 k. – Kr. e. 44) ókori római politikus és hadvezér, az előkelő patricius Servilia gens Vatia családjának legismertebb tagja volt.

## Élete
Apai nagyapját Marcusnak, apját Caiusnak hívták, édesanyja pedig Quintus Caecilius Metellus Macedonicus egyik leánya volt. Rokonságához hasonlóan a konzervatív, arisztokratikus optimaták támogatója volt; már Kr. e. 100-ban fegyvert fogott elvbarátai oldalán Lucius Appuleius Saturninus néptribunus mozgalma ellen. Kr. e. 79-ben a dictator, Lucius Cornelius Sulla nevezte ki consullá, így ekkor legalább 43 éves volt. A következő évben proconsuli rangban Kilikiába küldték, hogy megfékezze a földközi-tengeri hajóutakat veszélyeztető kalózokat.

## A hadjárat
Az eltökélt és energikus Vatia Kr. e. 78-ban tengeri csatában diadalt aratott a kalózok hajói felett Kilikia partjainál, majd megkezdte a rablók part menti hegységekben épült erősségeinek ostromát. A hadjárat részleteit csak töredékesen ismerjük, de az biztos, hogy a három évig húzódó műveletek során a római sereg sokat szenvedett a gerillaharcmodort űző kalózok támadásaitól, akik elkeseredett védekezésükkel erődjeik elfoglalását is jelentősen megnehezítették. Vatia először a lükiai Olümposz hegyi városát perzselte fel a hősiesen védekező rablókkal és vezérükkel, Zenicetusszal együtt, majd a pamphüliai Phaszéliszt vette be más kisebb települések mellett. Innen tört be Kilikiába, ahol elfoglalta Korükoszt, miáltal a partvidéket sikerült megtisztítania. A kalózokat a sikerek ellenére azonban nem sikerült teljesen legyőznie, és néhány év múlva ismét annyira megerősödtek, hogy hadat kelljen vezetni ellenük.
A partvidék megtisztítását követően a belső területek garázdálkodó törzsei felé fordította a figyelmét, és rómaiként először átkelt seregével a Toros-hegységen, majd megtámadta az isaurusokat, akiket központjuk, Isaura bevételével győzött le. A várost úgy tudta térdre kényszeríteni, hogy elterelte a rajta átfolyó folyót, így a védők víz nélkül maradtak, és kénytelenek voltak kapitulálni. A fényes győzelemmel érdemelte ki az Isauricus agnoment, katonái pedig imperatornak kiáltották ki. Ezután provinciává szervezte Kilikiát, majd Kr. e. 74-ben hazatérve fényes triumphust tartott Rómában, ahol számos kalózvezért felvonultatott, és dús zsákmányát az utolsó aranyig az államkincstárba helyezte el, anélkül, hogy a szokásnak megfelelően magának tartott volna meg egy részt.

## A politika élvonalában
A hazatérő Isauricus a senatus legbefolyásosabb tagjai közé került, ráadásul érdemei és feddhetetlensége miatt rendkívül népszerű is volt. Cicero rendkívül nagy megbecsüléssel ír róla műveiben. Kr. e. 70-ben Verres perében iudex (bíró) volt, Kr. e. 66-ban pedig támogatta Cnaeus Pompeius Magnus jelölését a Földközi-tenger teljes medencéjére kiterjedő főhatalom megszerzésében a kalóztevékenység végleges felszámolása érdekében. Kr. e. 63-ban jelöltette magát pontifex maximusnak, ám hajdani alárendeltje, Caius Iulius Caesar több szavazatot szerzett. Ugyanebben az évben messzemenően támogatta Cicero consult a Catilina-összeesküvés felszámolásában és a szervezők lehető legsúlyosabb megbüntetésében.
Kr. e. 57-ben más senatorokkal együtt követelte a száműzött Cicero visszahívását. Kr. e. 56-ban ellenezte XII. Ptolemaiosz Aulétész egyiptomi király hatalmának római segítséggel történő restaurációját, ami végül nem hivatalosan történt meg a Pompeius érdekeit képviselő Aulus Gabinius syriai helytartó jóvoltából. Kr. e. 55-ben végül censori magistraturát kapott Marcus Valerius Messalla Niger kollégájaként. Ezután már kevéssé vett részt a politikában, és Caesar és Pompeius Kr. e. 49-ben kitörő polgárháborújában sem foglalt állást. Kr. e. 44-ben halt meg, körülbelül nyolcvanéves korában.
Fia, a hasonló nevű Publius Servilius Vatia Isauricus Caesar pártjára állt, így Kr. e. 48-ban és Kr. e. 41-ben is consuli hivatalt viselhetett.